# Ganz in Weiß (Fernsehfilm)
Ganz in Weiß ist ein 90-minütiges Spielfilm-Special der deutschen Arztserie In aller Freundschaft – Die jungen Ärzte aus dem Jahr 2019.

## Hintergrund

### Produktion
Produziert wurde Ganz in Weiß im Jahr 2019 im Tiroler Kaunertal und Erfurt. Die Dreharbeiten dauerten vom 18. März bis zum 12. April 2019.
Als Produktionsunternehmen fungierte Saxonia Media im Auftrag des MDR Fernsehens und der ARD Degeto. Die Gesamtleitung übernahm Jana Brandt.

### Ausstrahlung
Die Erstausstrahlung des Spielfilms fand am 17. Dezember 2019 auf dem 20:15-Uhr-Sendeplatz des Ersten statt.

## Handlung
Während Elias und Ben zu Hause in Erfurt auf Raya aufpassen, ist Dr. Sherbaz zusammen mit Julia, Mikko, Tom und Wolfgang Berger unterwegs an einen Lehrgang für „Notfallrettung in den Alpen“ im Kaunertal. Schon auf dem Weg dorthin müssen sie bei einem Unfall erste Hilfe leisten. Der Rettungspilot Hendrik Gruber ist mit seinem Wagen von der Straße abgekommen. Auch Vivi nimmt am Lehrgang teil, sie ist direkt aus Hamburg angereist. Ihre Gruppe wird geleitet von den Bergführern Maria und Gregor, dem erst vor Kurzem zwei Kollegen bei einer gemeinsamen Tour gestorben sind. Die anderen Bergführer geben ihm die Schuld am Unglück. Gregor ist mit Elisabeth, der Schwester von Maria, verheiratet, sie erwarten in Kürze ihr erstes Kind. Daneben führen sie einen Berggasthof. Nach einem erneuten Streit mit seinen Kollegen verschwindet Gregor in die Berge und hinterlässt seiner Frau nur eine Nachricht ‚Warte nicht auf mich‘. Als er sich am nächsten Tag immer noch nicht gemeldet hat, bittet sie den Rettungschef Franz Rautner um Hilfe. Doch der lehnt ab, weil niemand Gregor helfen will. Trotzdem schickt er einen Helikopter los, jedoch vergebens.
In der Zwischenzeit ist Raya schwer erkrankt, Ben und Elias bringen sie ins Johannes-Thal-Klinikum. Prof. Patzelt, Dr. Moreau und Elias versuchen krampfhaft herauszufinden, was der Kleinen fehlt. Ben ruft Leyla an, die sich daraufhin entschließt, sofort nach Erfurt zurückzukehren.
Elisabeth will selbst nach Gregor suchen gehen, alle finden dies in ihrem Zustand aber verantwortungslos, sie lässt sich aber nicht umstimmen. Deshalb begleiten Maria, Julia, Vivi und Tom sie. Mikko muss zurückbleiben und Wolfgang Berger bei Laune halten, damit er nichts von der Aktion mitbekommt. Beim Aufstieg zum Andreasgrat – wo sie Gregor vermuten zu finden – kommen sie an einer Schutzhütte vorbei, dort finden sie Sachen von Gregor. Sie sind also auf der richtigen Spur. Kurz darauf finden sie ihn tatsächlich, er ist in eine Gletscherspalte gestürzt und hat sich dabei am Knie verletzt. Er wollte wirklich zum Andreasgrat aufsteigen um das Marschbuch zu finden. In der Zwischenzeit muss Mikko Herrn Berger gestehen, wo sich die Anderen im Moment aufhalten. Beim Versuch Gregor aus der Gletscherspalte zu bergen stürzen sie ab, weil ein Sicherungshaken aus der Verankerung gerissen wird und Vivi ist als Einzige nicht in der Tiefe gefangen. Sie kann von oben alleine nicht helfen und versucht zur Schutzhütte zurückzukehren. In der Zwischenzeit hat das Wetter umgeschlagen.
Da die Antibiotika bei Raya nicht anschlagen vermutet Prof. Patzelt eine Autoimmunerkrankung, eventuell eine chronische Darmentzündung. Dr. Moreau und Dr. Bähr machen eine Darmbiopsie. Sie stellen eine schwere Entzündung des Darms fest, aber die Tests ergeben nichts. Schließlich vermuten Ben und Leyla, dass es sich um Zytomegalie handelt, das Virus wird über die Muttermilch übertragen. Ein Test bei Leyla bestätigt die Vermutung. Durch eine gezielte Therapie kann Raya somit geholfen werden. Als Leyla Wolfgang Berger informiert, dass es Raya besser geht, erfährt sie, was in den Bergen los ist und entschließt sich, sofort zurückzukehren. Dr. Moreau begleitet sie, weil er Angst um seine Halbschwester hat.
Gregor erleidet in der Gletscherspalte einen Pneumothorax, Julia kann ihn in Extremis retten. Vivi hat in der Zwischenzeit die Schutzhütte erreicht und versucht mit dem Funkgerät Kontakt zur Rettungsstelle aufzunehmen. Dabei geht das Gerät kaputt. Sie kann es wieder reparieren und Meldung machen. Der Rettungschef kann aber wegen des schlechten Wetters keinen Helikopter losschicken. Er informiert Wolfgang Berger und Mikko darüber. Mikko entschließt sich, ebenfalls aufzusteigen und Vivi zu finden. Bei Elisabeth haben in der Zwischenzeit die Wehen eingesetzt und Julia versucht ihr zu helfen. Sie stellt fest, dass das Baby noch nicht gedreht hat, weil sie sich aber beim Absturz einen Finger gebrochen hat, muss Tom einspringen und das Baby im Bauch drehen. Vivi ist wieder zur Gletscherspalte aufgestiegen, muss aber auf die Bitte von Julia wieder umkehren, um über Funk von der Schutzhütte aus, im Tal über die neue Situation zu berichten, sie verirrt sich dabei in der Dunkelheit. Mikko findet Vivi und begleitet sie zur Schutzhütte. Von dort können sie auch Dr. Sherbaz und Dr. Moreau informieren. Doch der Rettungschef kann und will nicht helfen.
Leyla bittet Hendrik Gruber um Hilfe, der ihr noch einen Gefallen schuldet. Er sagt aber auch, dass das Risiko im Moment zu hoch ist. Julia hat das Baby auf die Welt gebracht, aber die Gefahr, dass es erfrieren könnte, ist sehr groß. Vivi und Mikko haben mit Material aus der Schutzhütte eine Art Inkubator gebastelt, womit sie das Baby wärmen können. Da sie nun zu zweit oben sind, können sie Tom aus der Spalte zu bergen. Nach langem Hin und Her kann der Helikopter endlich starten und zur Gletscherspalte hochfliegen. Die Rettung gelingt und das Baby überlebt.
Da Tom, Mikko und Vivi daran glauben, dass Gregors Unschuld mit dem Marschbuch bewiesen werden kann, steigen sie zusammen mit Chris Brunner zum Grat auf und finden das Buch wirklich. Chris überbringt Gregor die Nachricht ins Krankenhaus, dass sie das Marschbuch gefunden haben. Darin steht, dass seine Kollegen selbst versucht haben, ins Tal zu gelangen.

## Besetzung

### Hauptdarsteller
| Schauspieler      | Rollenname              | Rolle |
| ----------------- | ----------------------- | --- |
| Mike Adler        | Dr. Matteo Moreau       | Oberarzt der Plastischen Chirurgie und Handchirurgie; stellvertretender Ausbilder der Assistenzärzte Halbbruder von Vivienne „Vivi“ Kling      |
| Sanam Afrashteh   | Dr. Leyla Sherbaz       | Oberärztin der Anästhesiologie und Unfallchirurgie; Stellvertreterin der Chefärztin Mutter von Raya Elisa; feste Partnerschaft mit Ben Ahlbeck |
| Marijam Agischewa | Prof. Dr. Karin Patzelt | Chefärztin der Chirurgie |
| Jane Chirwa       | Vivienne „Vivi“ Kling   | Assistenzärztin Halbschwester von Dr. Matteo Moreau                                                                                            |
| Philipp Danne     | Benjamin „Ben“ Ahlbeck  | Assistenzarzt für Allgemeinchirurgie feste Partnerschaft mit Dr. Leyla Sherbaz; Vater von Raya Elisa                                           |
| Luan Gummich      | Mikko Rantala           | Assistenzarzt |
| Horst Günter Marx | Wolfgang Berger         | Kaufmännischer Leiter des Johannes-Thal-Klinikums Vater von Julia Berger                                                                       |
| Mirka Pigulla     | Julia Berger            | Fachärztin der Allgemeinchirurgie Tochter von Wolfgang Berger                                                                                  |
| Tilman Pörzgen    | Thomas „Tom“ Zondek     | Assistenzarzt |
| Stefan Ruppe      | Dr. Elias Bähr          | Facharzt der Allgemeinchirurgie |

### Nebendarsteller
| Schauspieler         | Rollenname      | Rolle                                 |
| -------------------- | --------------- | ------------------------------------- |
| Simon Böer           | Hendrik Gruber  | Rettungspilot                         |
| Gabriela Lindl       | Elisabeth Blanz | Wirtin; Ehefrau von Gregor            |
| Nicholas Reinke      | Gregor Blanz    | Bergführer; Ehemann von Elisabeth     |
| Cosima Lehninger     | Maria Dengler   | Bergführerin; Schwester von Elisabeth |
| Franz-Xaver Brückner | Chris Brunner   | Bergführer                            |
| Wolfgang Maria Bauer | Franz Rautner   | Rettungschef                          |

## Rezeption

### Kritik
„Aber nach mehr als 200 Episoden und tollen Zuschauerzahlen zeigt sich der federführende MDR nun von seiner spendablen Seite und schickt ein paar der jungen Assistenzärzte aus Erfurt in die Region Kaunertaler Gletscher nach Tirol. Statt im Vorabendprogramm dürfen Julia Berger (Mirka Pigulla), Leyla Sherbaz (Sanam Afrashteh) und Tom Zondek (Tilman Pörzgen) diesmal zur besten Sendezeit und in Spielfilmlänge in winterlicher Urlaubsatmosphäre einen Lehrgang zur Versorgung und Bergung verunglückter Personen absolvieren. Dabei treffen sie auch auf eine alte Bekannte, die es gerade erst von Erfurt nach Hamburg verschlagen hat: Vivienne Kling (Jane Chirwa).
Doch für Wiedersehensfreude bleibt kaum Zeit. Kaum haben die jungen Ärzte ihren Bergführer Gregor (Nicholas Reinke) kennengelernt, verschwindet der auch schon unauffindbar zwischen Gletschern, Eis und Schnee. Seine hochschwangere Frau Elisabeth (Gabriela Lindl) hat da so eine Ahnung. Und weil die jungen Ärzte sowieso gerade ihren Bergrettungslehrgang absolvieren, wollen sie das frisch Erlernte prompt in die Praxis umsetzen. Dummerweise geraten die unerfahrenen „Piefkes“ bei ihrem Rettungsversuch selber in größte Gefahr und fallen einer Gletscherspalte zum Opfer. Und das „alles nur, weil mal wieder ein paar Flachländer die Berge unterschätzt haben“, wie es ein sichtlich genervter Bergretter aus Tirol formuliert.
Natürlich bleibt es nicht bei dieser einen dramatischen Situation. In einem Nebenhandlungsstrang, der zurück nach Erfurt führt, hat Drehbuchautor Joachim Friedmann auch noch eine lebensbedrohliche Situation für Leylas Baby eingeflochten. Und handlungsübergreifend steht das Thema Schuld und Sühne auf dem Programm.
Das Ergebnis ist eine zwar überlange Seifenoper mit vorhersehbarem Handlungsablauf, die aber in der Inszenierung von Regisseur Steffen Mahnert packende Panoramabilder der Tiroler Alpen zwischen trügerischer Schönheit und klaustrophobischer Gefahr bietet. Für die die Darsteller und auch der Rest der Crew in der luftigen Bergkulisse im Übrigen einiges auf sich genommen haben.“

### Einschaltquoten
Die Erstausstrahlung des Serien-Specials in Spielfilmlänge am 17. Dezember 2019 verfolgten 4,75 Millionen Zuschauer. Dies entsprach einem Marktanteil von 15,5 %. In der Zielgruppe der 14- bis 49-jährigen erzielte der Film einen Marktanteil von 7,7 %.

## DVD
Eine DVD mit dem Spielfilm erschien am 9. Oktober 2020.